# Oh!
Oh! es el segundo álbum de estudio del grupo musical surcoreano Girls' Generation, publicado por SM Entertainment el 28 de enero de 2010. Incluye el sencillo "Oh!". Una versión reeditada, Run Devil Run fue lanzada el 17 de marzo de 2010, con la canción "Run Devil Run" como sencillo.
Tanto Oh! como Run Devil Run tuvieron éxito comercial en Corea del Sur; Oh! fue el segundo álbum más vendido de 2010 en la Gaon Album Chart, con 197.934 copias vendidas. Run Devil Run también fue el cuarto álbum más vendido del año, con 136.851 copias. En los 25th Golden Disc Awards, Girls' Generation se convirtió en el primer grupo femenino en ganar el premio Album Daesang en la historia de la ceremonia con Oh!.

## Antecedentes y lanzamiento
El interés inicial por ¡Oh! fue alto, ya que los pedidos anticipados físicos y en línea del álbum sumaron 150.000 copias. Tras el lanzamiento completo del álbum, varias de sus canciones se situaron entre las diez primeras de varias listas. En abril de 2010, una de las canciones de su álbum, titulada "Forever", apareció en la BSO del drama Pasta. En su primer día de venta, ¡Oh! vendió 30.000 copias. El álbum se lanzó internacionalmente a través de iTunes el 8 de febrero de 2010. El grupo comenzó a promocionar su álbum en el programa de MBC Show! Music Core de la MBC el 30 de enero. El grupo también interpretó "Show! ¡Show! Show!" como parte de su actuación especial de regreso en Show! Music Core y Inkigayo.
Una versión reeditada del álbum, titulada Run Devil Run, contenía un nuevo concepto basado en el tema "Dark Girls' Generation".  El nuevo sencillo "Run Devil Run" se lanzó como descarga digital el 17 de marzo de 2010. La versión demo de la canción fue grabada originalmente por Kesha; sin embargo, los derechos de la canción fueron vendidos a SM Entertainment y posteriormente cedidos a Girls' Generation. El vídeo musical se estrenó el 18 de marzo, y la primera actuación del regreso del grupo tuvo lugar en Music Bank.

## Sencillos
Kenzie, compositor que compuso el sencillo debut del grupo "Into the New World", también compuso "¡Oh!". "¡Oh!" se publicó en sitios de música digital el 25 de enero de 2010, y rápidamente encabezó varias listas de música digital a los 10 minutos de su lanzamiento. Alcanzó el número uno en la Gaon Digital Chart.
"Run Devil Run" fue escrita por los compositores estadounidenses, Alex James y Busbee, con el compositor sueco Kalle Engström. La canción fue grabada por primera vez por la cantautora estadounidense Kesha en 2008 durante la preproducción de su álbum debut, Animal (2010); sin embargo, Kesha nunca incluyó la canción en el álbum. La canción permaneció intacta durante los dos años siguientes hasta que los ejecutivos de Universal Music Group vendieron los derechos de la canción a SM Entertainment. Después de esto, se contrató a la compositora coreana Hong Ji-yoo para traducir y adaptar la versión inglesa de la canción al coreano.
"Run Devil Run" recibió su primer premio en el programa musical Music Bank', donde se impuso a "Lupin" de Kara y a "I Was Wrong" de 2AM. Se situó en el número uno de la Gaon Digital Chart durante dos semanas, convirtiéndose en su segundo sencillo número uno en la lista. Las canciones de la cara B también mostraron un fuerte rendimiento en las listas, con "Star Star Star" registrando 1.480.417 descargas digitales, mientras que "Show Show Show" registró 1.020.710 descargas digitales en 2010.

## Recepción crítica
Han Dong-yoon de IZM opinó que "Oh" era menos interesante musicalmente en comparación con "Gee" y "Genie". Han también dio a Run Devil Run una crítica negativa, cuestionando la abrupta transición del grupo de un personaje burbujeante a un concepto más oscuro sólo para el sencillo principal, mientras que los conceptos de las caras B seguían siendo los mismos. Seong Won-ho de la misma publicación dio al sencillo "Run Devil Run" 1.5 estrellas sobre 5, considerando que la letra y la voz traducidas al coreano eran inferiores a la versión original de Kesha.

## Promoción y actuaciones en directo
"Oh!" se interpretó por primera vez en directo el 30 de enero de 2010, en el programa Music Core de MBC, como parte de su "etapa de regreso". También interpretaron "Show! ¡Show! Show!" Sin embargo, hubo un error técnico en la emisión de MBC, con unos segundos de aire muerto cerca del final de la actuación; posteriormente, la cadena se vio inundada de quejas. El incidente fue luego parodiado en YouTube, mezclando clips del drama coreano IRIS, recibiendo la atención de los netizens coreanos. El grupo siguió con su segunda actuación en Inkigayo al día siguiente.
A partir del 11 de marzo de 2010, se publicaron fotos de los miembros en línea mostrando un concepto oscuro, llamado Black SoShi. En la carrera de promociones de la canción, se lanzó una aplicación oficial en iPhone, disponible en versión gratuita y de pago. La versión gratuita contiene avances de 30 segundos de todas las canciones del álbum, un vídeo musical de "Run Devil Run" y algunas fotografías. La versión de pago incluye las pistas completas de todas las canciones del álbum, los vídeos musicales de "Run Devil Run", "Gee", "Oh!" y "Genie", y una galería de fotos. Concluyeron la promoción de sus canciones el 2 de mayo de 2010, en Inkigayo. A principios de 2011, el grupo se embarcó en su Girls' Generation Tour, que comenzó el 23 de julio de 2011 en el Olympic Gymnastics Arena de Seúl y finalizó en el Impact Arena de Bangkok el 12 de febrero de 2012.

## Reconocimientos
| Organización        | Año  | Categoria                             | Resultados | Ref.   |
| ------------------- | ---- | ------------------------------------- | ---------- | ------ |
| Golden Disc Awards  | 2010 | Album Daesang (Grand Prize)           |            | [ 30 ] |
| Golden Disc Awards  | 2010 | Album Bonsang (Main Prize)            |            | [ 30 ] |
| Melon Music Awards  | 2010 | Album of the Year                     |            |        |
| Taiwan KKBox Awards | 2011 | Album of the Year (for Run Devil Run) |            |        |

## Lista de Canciones
| Oh! track listing | |                   |          |  |
| N.º               | Título | Arrangement       | Duración |  |
| 1.                | «Oh!» | Kenzie            | 3:08     |  |
| 2.                | «Show! Show! Show!» | Hitchhiker        | 3:38     |  |
| 3.                | «Sweet Talking Baby» ((en hangul, 뻔 & Fun; romanización revisada, Ppeon & Fun)) | Song Jae-won      | 3:30     |  |
| 4.                | «Forever» ((en hangul, 영원히 너와 꿈꾸고 싶다; romanización revisada, Yeongwonhi neowa kkumkkugo sipda; literalmente, «I Want to Dream With You Forever»))                                                       | Kim Jin-hwan      | 4:29     |  |
| 5.                | «Be Happy» ((en hangul, 웃자; romanización revisada, Utja)) | E-Tribe           | 3:30     |  |
| 6.                | «Boys & Girls» ((en hangul, 화성인 바이러스; romanización revisada, Hwaseong-in Baireoseu; literalmente, «Martian Virus»)) (con Key de SHINee)                                                                    | Park Joon-ho      | 3:45     |  |
| 7.                | «Talk to Me» ((en hangul, 카라멜 커피; romanización revisada, Karamel Keopi; literalmente, «Caramel Coffee»)) (dueto de Jessica y Tiffany))                                                                       | Machan Taylor     | 3:26     |  |
| 8.                | «Star Star Star» ((en hangul, 별별별; romanización revisada, Byeolbyeolbyeol)) | E-Tribe           | 4:29     |  |
| 9.                | «Stick wit U» ((en hangul, 무조건 해피엔딩; romanización revisada, Mujogeon Haepiending; literalmente, «Unconditional Happy Ending»))                                                                             | LeeOn             | 2:46     |  |
| 10.               | «Day by Day» ((en hangul, 좋은 일만 생각하기; romanización revisada, Joheun Ilman Saenggakhagi; literalmente, «Only Thinking About Good Things»)) (Interpretado por Taeyeon, Jessica, Tiffany, Seohyun, & Sunny)) | Miho (Miso Diary) | 3:50     |  |
| 11.               | «Gee» (bonus track) | E-Tribe           | 3:20     |  |
| 12.               | «Genie» ((en hangul, 소원을 말해봐 (지니); romanización revisada, Sowoneul Malhaebwa (Jini); literalmente, «Tell Me Your Wish»)) (bonus track)                                                                    | ko                | 3:49     |  |
| 43:40             | |                   |          |  |

| Run Devil Run – repackage (bonus tracks) | |                   |          |  |
| N.º                                      | Título | Arrangement       | Duración |  |
| 1.                                       | «Run Devil Run» | Michael Busbee    | 3:21     |  |
| 2.                                       | «Oh!» | Kenzie            | 3:08     |  |
| 3.                                       | «Echo» | Thomas Troelsen   | 3:30     |  |
| 4.                                       | «Star Star Star (Acoustic R&B version)» ((en hangul, 별별별; romanización revisada, Byeolbyeolbyeol)) | E-Tribe           | 4:28     |  |
| 5.                                       | «Show! Show! Show!» | Michael Busbee    | 3:38     |  |
| 6.                                       | «Sweet Talking Baby» ((en hangul, 뻔 & Fun; romanización revisada, Ppeon & Fun)) | Song Jae-won      | 3:30     |  |
| 7.                                       | «Forever» ((en hangul, 영원히 너와 꿈꾸고 싶다; romanización revisada, Yeongwonhi neowa kkumkkugo sipda; literalmente, «I Want to Dream With You Forever»))                                                    | Kim Jin-hwan      | 4:29     |  |
| 8.                                       | «Be Happy» ((en hangul, 웃자; romanización revisada, Utja)) | E-Tribe           | 3:30     |  |
| 9.                                       | «Boys & Girls» ((en hangul, 화성인 바이러스; romanización revisada, Hwaseong-in Baireoseu; literalmente, «Martian Virus»)) (Featuring Key of SHINee)                                                           | Park Joon-ho      | 3:45     |  |
| 10.                                      | «Talk to Me» ((en hangul, 카라멜 커피; romanización revisada, Karamel Kapi; literalmente, «Caramel Coffee»)) (Jessica and Tiffany duet)                                                                        | Machan Taylor     | 3:26     |  |
| 11.                                      | «Star Star Star» ((en hangul, 별별별; romanización revisada, Byeolbyeolbyeol)) | E-Tribe           | 4:29     |  |
| 12.                                      | «Stick wit U» ((en hangul, 무조건 해피엔딩; romanización revisada, Mujogeon Haepiending; literalmente, «Unconditional Happy Ending»))                                                                          | LeeOn             | 2:46     |  |
| 13.                                      | «Day by Day» ((en hangul, 좋은 일만 생각하기; romanización revisada, Joheun Ilman Saenggakhagi; literalmente, «Only Thinking About Good Things»)) (Performed by Taeyeon, Jessica, Tiffany, Seohyun, and Sunny) | Miho (Miso Diary) | 3:50     |  |
| 14.                                      | «Gee» (bonus track) | E-Tribe           | 3:20     |  |
| 15.                                      | «Genie» ((en hangul, 소원을 말해봐 (지니); romanización revisada, Sowoneul Malhaebwa (Jini); literalmente, «Tell Me Your Wish»)) (bonus track)                                                                 | ko                | 3:49     |  |
| 55:40                                    | |                   |          |  |

## Charts

### Weekly charts
| Chart (2010)                                 | Peak position |
| -------------------------------------------- | ------------- |
| Japón (Oricon)                               | 54            |
| Corea del Sur (Gaon)                         | 1             |
| Corea del Sur (Gaon) reedición Run Devil Run | 1             |

### Year-end charts
| Chart (2010)                                                     | Position |
| ---------------------------------------------------------------- | -------- |
| Corea del Sur (Gaon)                                             | 2        |
| Corea del Sur South Korean Albums (Gaon) reedición Run Devil Run | 4        |

| Chart (2011)                                 | Position |
| -------------------------------------------- | -------- |
| Corea del Sur (Gaon)                         | 76       |
| Corea del Sur (Gaon) reedición Run Devil Run | 44       |

## Ventas
| País                       | Ventas  |
| -------------------------- | ------- |
| Corea del Sur (combinadas) | 418,162 |
| Japón (combinadas)         | 36,069  |
| Taiwan                     | 37,000  |

## Historial de Lanzamientos
| Región      | Fecha                                 | Versión       | Discográfica                                   | Formatos |
| ----------- | ------------------------------------- | ------------- | ---------------------------------------------- | -------- |
| South Korea | 28 de enero de 2010                   | Oh!           | SM Entertainment                               | CD       |
| Japón       | 2 de febrero de 2010                  | Oh!           | Rhythm Zone                                    | CD       |
| Hong Kong   | 19 de febrero de 2010                 | Oh!           | Avex Asia                                      | CD       |
| Thailand    | 9 de marzo de 2010                    | Oh!           | GMM Grammy (2010–2011) SM True (2012–presente) | CD       |
| Taiwan      | 12 de marzo de 2010                   | Oh!           | Avex Taiwan                                    | CD       |
| Philippines | 19 de marzo de 2010                   | Oh!           | Universal Records                              | CD       |
| South Korea | 22 de marzo de 2010                   | Run Devil Run | SM Entertainment                               | CD       |
| Taiwan      | 23 de abril de 2010                   | Run Devil Run | Avex Taiwan                                    | CD       |
| Philippines | 22 de mayo de 2010 (special release)  | Run Devil Run | Universal Records                              | CD       |
| Philippines | 29 de mayo de 2010 (official release) | Run Devil Run | Universal Records                              | CD       |